# Radikal 200
Radikal 200 mit der Bedeutung „Hanf, Flachs, Jute“ ist eines von sechs der 214 traditionellen Radikale der chinesischen Schrift, die mit elf Strichen geschrieben werden.  
Mit drei Zeichenverbindungen in Mathews’ Chinese-English Dictionary gibt es nur sehr wenige Schriftzeichen, die unter diesem Radikal im Lexikon zu finden sind.
Das Radikal Hanf nimmt nur in der Langzeichen-Liste traditioneller Radikale, die aus 214 Radikalen besteht, die 200. Position ein. In modernen Kurzzeichen-Wörterbüchern kann es sich an ganz anderer Stelle finden. Im Neuen chinesisch-deutschen Wörterbuch aus der Volksrepublik China steht er zum Beispiel an 221. Stelle.
Die Siegelschrift-Form des Schriftzeichens zeigt die Komponente 广, die die Bedeutung Unterkunft, Haus hat, sowie zweimal eine Komponente, die die Trennung eines Getreidehalmes von seiner äußeren Hülle bedeutet: mahlen. 麻 (ma) zeigt also verarbeiteten Hanf in einem Haus. 
Das Schriftzeichen 麻 (ma) fungiert in der Regel als Lautträger im zusammengesetzten Zeichen wie in 嘛 (ma, ein  Betonungswort), 磨 (mo = reiben, schaben), 魔 (mo = Teufel, Dämon).
In 糜 (mi = Brei), 靡 (= verschwenden) und einigen anderen Zeichen ist 麻 ebenfalls Lautträger.

## Schriftzeichenverbindungen, die vom Radikal 200 regiert werden
| Striche | Zeichen |
| ------- | ------- |
| +0      | 麻      |
| +03     | 麼麽    |
| +04     | 麾      |
| +07     | 麿      |
| +08     | 黀      |
| +09     | 黁      |
| +13     | 黂      |

 Im Unicodeblock Kangxi-Radikale ist das Radikal 200 unter der Codepointnummer 12.231 (U+2FC7) codiert.